# Littamadonnan
Littamadonnan eller Madonna med barnet är en temperamålning som är attribuerad till den italienske renässanskonstnären Leonardo da Vinci. Möjligen är det hans lärjunge Giovanni Antonio Boltraffio som slutfört målningen. Den målades omkring 1490 och ingår sedan 1865 i Eremitagets samlingar i Sankt Petersburg.
Madonnabilder var mycket vanliga under den italienska renässansen och Leonardo målade även Benoismadonnan, Madonnan i grottan, Madonnan med garnnystanet och Madonnan med nejlikan. I Littamadonnan är motivet den ammande madonnan (även känt som Maria Lactans), en framställning av Jungfru Maria som ammar Jesusbarnet. De avbildas i ett mörkt rum med välvda fönsterbågar. Utanför fönstren breder ett storslaget bergslandskap ut sig. 
Namnet härrör från en tidigare ägare, greve Antonio Litta, som 1865 sålde tavlan till tsar Alexander II av Ryssland. Attribueringen till Leonardo är omdiskuterad men att han har varit inblandad i verkets utformning bekräftas av förberedande skisser som förvaras i Louvren. Några konsthistoriker hävdar dock att målningens verklige upphovsman är Giovanni Antonio Boltraffio som var lärjunge till Leonardo under hans första period i Milano där han tjänstgjorde hos hertig Lodovico Sforza 1482–1499.  